# Alec Baldwin
Pour les articles homonymes, voir Famille Baldwin et Baldwin.
Alexander Rae Baldwin III, dit Alec Baldwin (prononcé en anglais : [ˈælɪk ˈbɒldwən]), né le 3 avril 1958 à Massapequa (État de New York), est un acteur américain, réalisateur et producteur délégué de cinéma.
Il obtient son premier grand rôle dans Beetlejuice (1988) de Tim Burton, avant de jouer dans des films tels que : À la poursuite d'Octobre rouge (1990), Pearl Harbor (2001), Les Infiltrés (2006), Pas si simple (2009), Mission impossible : Rogue Nation (2015), Mission impossible : Fallout (2018) et A Star is born (2018). Entre 2016 et 2020, il interprète le président Donald Trump dans le cadre de l'émission humoristique Saturday Night Live.
En 2017, il prête sa voix au personnage principal du film d’animation Baby Boss des studios DreamWorks Animation, qui est un succès mondial.

## Biographie

### Enfance
Alexander Rae Baldwin III naît le 3 avril 1958 à Massapequa (État de New York).

### Famille
Il grandit dans une famille nombreuse d'origine irlandaise, deuxième enfant, et premier garçon, d'une fratrie de six, tous les garçons étant comédiens : Daniel Baldwin, William Baldwin, Stephen Baldwin, Elizabeth Keuchler et Jane Sasso. 
Alec Baldwin étudie le droit et les sciences politiques, qu'il abandonne pour l'art dramatique. Son professeur est le célèbre Lee Strasberg. Il débute à la télévision, en jouant des rôles dans des séries telles que Côte Ouest. Dès ses débuts, il reçoit plusieurs récompenses, le Théâtre World Award en 1986 et l'Obie Award en 1990.

### Carrière
En 1987, Amos Kollek l'engage dans le film Prise (Forever, Lulu). L'année suivante, il joue dans Veuve mais pas trop avec Michelle Pfeiffer ; puis avec Melanie Griffith dans Working Girl ; et il est le mari de Geena Davis dans Beetlejuice de Tim Burton. Il se produit, pour la première fois à la radio, Conversations nocturnes. En 1989, il joue dans Great Balls of Fire! avec Dennis Quaid, un film racontant la vie de Jerry Lee Lewis.

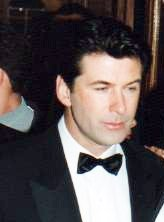
Alec Baldwin en 1990.

#### Décennie 1990
Dans les années 1990, il refuse de jouer dans Always pour Steven Spielberg, au profit d'un rôle d'analyste de la CIA, Jack Ryan, dans À la poursuite d'Octobre rouge où il se retrouve pour la première fois en tête d'une grosse production. Il devient alors acteur à succès. Il joue ensuite dans Malice (1993), puis dans The Shadow (1994) et enfin dans Instant de bonheur (1995).
En 1991, il rencontre l'actrice Kim Basinger sur le tournage de La Chanteuse et le Milliardaire. Ils sont ensemble dans un épisode des Simpson, Homer fait son cinéma. Ils se retrouvent sur le tournage de Guet-apens en 1993, année où ils se marient. Leur fille, Ireland, naît le 23 octobre 1995 ; ils divorcent en 2002.

#### Décennie 2000
Il prend part en 2001 à Séquences et conséquences de David Mamet, ainsi qu'à Pearl Harbor ou encore à Final Fantasy : les Créatures de l'esprit. Il enchaîne avec Pluto Nash aux côtés d'Eddie Murphy, qui paraît en 2002. Il poursuit dans : Le Chat chapeauté (2004), Polly et moi (2004), Bob l'éponge (2004), Lady Chance (2004), The Last Shot (2004) et dans Aviator de Martin Scorsese (2004). Son rôle dans Lady Chance lui vaut une nomination aux Oscars 2004, dans la catégorie meilleur second rôle masculin.
L’année 2006 marque un tournant dans sa carrière. Grâce au rôle de Jack Donaghy dans la série 30 Rock, il redevient l'un des acteurs les plus appréciés à la télévision américaine. Pour cette série, il remporte plusieurs Golden Globe du meilleur acteur dans une série télévisée musicale ou comique et Primetime Emmy Award du meilleur acteur dans une série télévisée comique entre autres.
Il s'essaye à la réalisation avec Sexy Devil, qui met en vedettes Jennifer Love Hewitt, Anthony Hopkins, Kim Cattrall et Dan Aykroyd, qui sort en 2007 sur les écrans. Il tourne ensuite la comédie romantique Une fille à la page aux côtés de Sarah Michelle Gellar, qui parait la même année.
En 2009, il partage l'affiche du film Pas si simple de Nancy Meyers, avec Meryl Streep et Steve Martin. Il est un succès avec plus de 224 millions de dollars de recettes dans le monde.

#### Décennie 2010
Le 7 mars 2010, il est le présentateur de la 82e cérémonie des Oscars, aux côtés de Steve Martin.
En 2012, il est l'une des têtes d'affiche de To Rome with Love de Woody Allen, qui fait de nouveau appel à lui une année plus tard pour Blue Jasmine.
En 2013, après l'arrêt de 30 Rock, il anime 'Up Late with Alec Baldwin sur MSNBC. Lors des premières semaines de diffusion, il reçoit Bill de Blasio, Debra Winger et Chris Matthews. L'émission est arrêtée par MSNBC après quatre épisodes à la suite des propos homophobes tenus par Alec Baldwin à l'encontre d'un photographe.
Il enchaîne en 2015 avec un autre projet acclamé par la critique, le drame indépendant Still Alice, ayant pour vedette principale Julianne Moore. Il s'agit de l'adaptation du roman éponyme de Lisa Genova. Julianne Moore y interprète le rôle d'une linguiste diagnostiquée d'une forme précoce de la maladie d'Alzheimer. Le film a été présenté au festival international du film de Toronto 2014. Il a reçu de nombreuses critiques positives, particulièrement à propos de l'interprétation de Moore, rôle qui lui a valu les plus importantes récompenses de cinéma : l'Oscar, le BAFTA, le Golden Globe, le Screen Actors Guild Award et le Critics' Choice Award de la meilleure actrice,,,. En cette même année, il est à l'affiche du cinquième opus de la franchise Mission Impossible, intitulé Mission impossible : Rogue Nation. Le film engrange 688 millions de dollars de recettes.
Il retrouve en 2016 Demi Moore pour le drame indépendant Amour aveugle, de Michael Mailer, où il incarne un homme aveugle, qui s'éprend d'une femme délaissée.
En 2017, il prête sa voix au personnage principal du film d’animation Baby Boss des studios DreamWorks Animation. Accompagné par Tobey Maguire et Lisa Kudrow, il est un succès mondial avec plus de 527 965 936 $ au box-office mondial.
En 2018, il est l’un des nombreux protagonistes du drame indépendant Un héros ordinaire, aux côtés de Emilio Estevez, Jena Malone, Taylor Schilling et Christian Slater. Il poursuit dans le projet biographique BlacKkKlansman : J'ai infiltré le Ku Klux Klan de Spike Lee. Le film est acclamé par la presse et réalise de bons scores au box-office. Il reçoit de nombreuses distinctions dont le Grand prix du Festival de Cannes. Il obtient également quatre nominations aux Golden Globes,,. Il rencontre Tom Cruise et Henry Cavill dans Mission impossible : Fallout, le plus grand succès de la série de six épisodes avec plus de 790 millions de dollars de recettes mondiales.
Le 5 octobre 2018, sort le film A Star is Born, dont il est l’une des vedettes et qui est un remake du classique hollywoodien, réalisé et joué par Bradley Cooper. Lady Gaga y tient le rôle principal d'Ally et a également composé la bande originale du film,. Le film et sa bande-son rencontrent un immense succès critique et commercial,,.
En 2019, il côtoie comme partenaire Salma Hayek pour la comédie Drunk Parents, qui récolte un million de dollars au box-office mondial.

#### Décennie 2020
L’année 2020 se voit portée par la comédie Chick Fight, aux côtés de Malin Åkerman et Bella Thorne,. En cette même année, il endosse un rôle dans la comédie-thriller britannique Pixie, qui reçoit de bonnes critiques.
En 2024, il est à l'affiche du film d'action Clear Cut aux côtés de Tom Welling, Lochlyn Munro et Jesse Metcalfe, qui sort le 19 Juillet 2024. Le 16 août 2024, il prend part au thriller Crescent City, face à Terrence Howard.
Il accompagne également Whoopi Goldberg dans le récit Atrabilious, qui obtient plus de quinze prestigieuses récompenses.

### Accident de tir à Santa Fe
Le 21 octobre 2021, lors du tournage du western Rust à Santa Fe, il blesse accidentellement la directrice de la photographie Halyna Hutchins — déclarée morte par les médecins quelques heures après l'accident —  ainsi que le réalisateur et scénariste Joel Souza,,. L'accident serait lié à l'utilisation d'une arme à feu du film, arme qui devait être normalement chargée à blanc. Après interrogatoire par la police, Alec Baldwin est relâché et aucune poursuite n'est engagée à ce stade, la thèse de l'accident étant privilégiée.
Cet accident est rapproché par une partie de la presse à celui survenu au cours du tournage du film The Crow en 1993, où Michael Massee a tiré accidentellement sur Brandon Lee (fils de l'acteur Bruce Lee), qui a succombé à ses blessures[source insuffisante].
Une plainte pour « comportement dangereux » est déposée par la famille de Hutchins à la mi-novembre contre Alec Baldwin. L'acteur est accusé de ne pas avoir vérifié l'arme qu'il a utilisée et d'en avoir fait usage en l'absence de l'armurière.
Lors d'une interview pour la chaîne ABC News rendue publique le 1er décembre, Alec Baldwin affirme ne pas avoir pressé la détente. Il ajoute qu'il « ne pointerait jamais une arme sur quelqu'un ».
Le 5 octobre 2022, Alec Baldwin annonce être parvenu à un accord avec la famille de la victime morte, mettant un terme aux poursuites judiciaires au civil.
Le 19 janvier 2023, la procureure du comté de Santa Fe (Nouveau-Mexique), Mary Carmack-Altwies, annonce son intention de poursuivre l'acteur en justice pour homicide involontaire coupable (homicide involontaire par négligence ou manquement à une obligation de sécurité). Baldwin est formellement inculpé le 31 janvier suivant. Baldwin plaide non coupable le 23 février suivant. Les poursuites contre l'acteur sont officiellement abandonnées le 21 avril 2023, l'enquête devant être approfondie.
Le 17 octobre 2023, soit six mois après l'abandon des charges contre Alec Baldwin, les procureurs annoncent finalement qu'ils demanderont à un grand jury si Baldwin doit être, ou non, poursuivi pour la mort d'Halyna Hutchins. Cette décision fait suite à la découverte de nouveaux éléments pendant l'enquête qui, selon les procureurs, démontreraient la culpabilité de Baldwin.
Le 19 janvier 2024, Alec Baldwin est de nouveau inculpé d'homicide involontaire. Il plaide non coupable, et risque dix-huit mois de prison en cas de condamnation,. Le 13 juillet 2024, son procès est annulé pour vice de procédure.

## Vie privée
En 1983, Alec Baldwin, fiancé à l'actrice Janine Turner rompt leurs fiançailles l'année suivante. Il vécut ensuite pendant plus de sept années avec l'actrice Holly Gagnier.
En 1990, il rencontre l'actrice Kim Basinger durant le tournage de La Chanteuse et le Milliardaire et l'épouse le 19 août 1993. Ensemble, ils ont une fille, Ireland Eliesse Baldwin, née le 23 octobre 1995, devenue mannequin et actrice. Le couple se sépare en 2000, puis divorce en 2002.

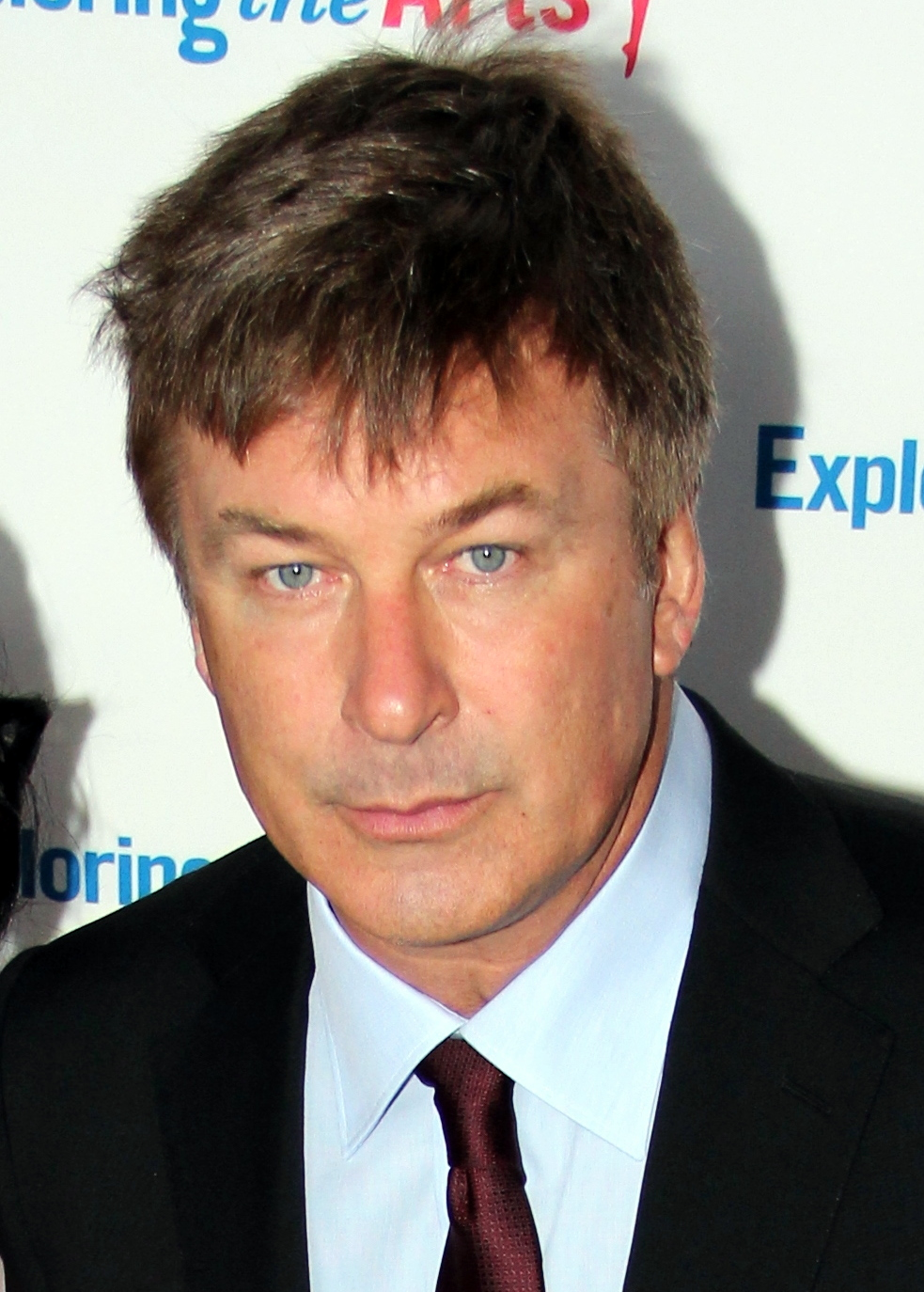
Alec Baldwin en 2011.

En 2001, il fréquente brièvement l'actrice Kristin Davis puis vit en couple avec l'avocate Nicole Seidel pendant plus de sept années.
Depuis mai 2011, il partage la vie de l'entrepreneuse Hillary Lynn Hayward-Thomas (désormais connue sous le nom de Hilaria Baldwin), de vingt-six ans sa cadette. Ils se fiancent en avril 2012 puis se marient deux mois plus tard, le 30 juin. Ensemble, ils ont sept enfants : Carmen Gabriela Baldwin (née le 23 août 2013), Rafael Thomas Baldwin (né le 17 juin 2015), Leonardo Ángel Charles Baldwin (né le 12 septembre 2016), Romeo Alejandro David Baldwin (né le 17 mai 2018), Eduardo Pau Lucas Baldwin (né le 8 septembre 2020), María Lucía Victoria « Lucía » Baldwin (née le 25 février 2021 par mère porteuse) et Ilaria Catalina Irena Baldwin (née le 22 septembre 2022).
Il souffre de la maladie de Lyme.

## Filmographie

### Acteur

#### Cinéma

##### Années 1980
- 1987 : Prise (Forever, Lulu) d'Amos Kollek : Buck
- 1988 : La Vie en plus (She's Having a Baby) de John Hughes : Davis McDonald
- 1988 : Beetlejuice (Beetle Juice) de Tim Burton : Adam Maitland
- 1988 : Veuve mais pas trop (Married to the Mob) de Jonathan Demme : « Cucumber » Frank de Marco
- 1988 : Working Girl de Mike Nichols : Mick Dugan
- 1988 : Conversations nocturnes (Talk Radio) d'Oliver Stone : Dan
- 1989 : Great Balls of Fire! de Jim McBride : Jimmy Swaggart

##### Années 1990
- 1990 : À la poursuite d'Octobre rouge (The Hunt for Red October) de John McTiernan : Jack Ryan
- 1990 : Le Flic de Miami (Miami Blues) de George Armitage : Frederick J. Frenger Jr.
- 1990 : Alice de Woody Allen : Ed
- 1991 : La Chanteuse et le Milliardaire (The Marrying Man) de Jerry Rees : Charley Pearl
- 1992 : Le Baiser empoisonné (Prelude to a Kiss) de Norman René : Peter Hoskins
- 1992 : Glengarry (Glengarry Glen Ross) de James Foley : Blake
- 1993 : Malice de Harold Becker : Dr. Jed Hill
- 1994 : Guet-apens (The Getaway) de Roger Donaldson : Carter 'Doc' McCoy
- 1994 : The Shadow de Russell Mulcahy : Lamont Cranston / L'ombre (The Shadow)
- 1996 : La Jurée (The Juror) de Brian Gibson : le Professeur
- 1996 : Vengeance froide (Heaven's Prisoners) de Phil Joanou : Dave Robicheaux
- 1996 : Les Fantômes du passé (Ghosts of Mississippi) de Rob Reiner : Bobby DeLaughter
- 1997 : À couteaux tirés (The Edge) de Lee Tamahori : Robert Green
- 1998 : Code Mercury (Mercury Rising) de Harold Becker : Nicholas Kudrow
- 1999 : Comme un voleur (Thick as Thieves) de Scott Sanders : Mackin, "le voleur"
- 1999 : The Confession (en) de David Hugh Jones : Roy Bleakie
- 1999 : Coup de foudre à Notting Hill (Notting Hill) de Roger Michell : Jeff King
- 1999 : Scout's Honor de Neil Leifer (en) : Todd Fitter
- 1999 : Les Années lycée (|Outside Providence) de Michael Corrente: Old Man Dunphy
- 1999 : Toy Story 2 de John Lasseter : Turquie (voix)

##### Années 2000
- 2000 : Thomas et le Chemin de fer magique (Thomas and the Magic Railroad) de Britt Allcroft (en) : M.. Conductor
- 2000 : Séquences et conséquences (State and Main) de David Mamet : Bob Barrenger
- 2001 : La Famille Tenenbaum (The Royal Tenenbaums) de Wes Anderson : narrateur
- 2001 : Pearl Harbor de Michael Bay : Lt. Col. James Doolittle
- 2001 : Comme chiens et chats (Cats & Dogs) de Lawrence Guterman : Butch
- 2002 : Pluto Nash (The Adventures of Pluto Nash) de Ron Underwood : M.Z.M.
- 2003 : Lady Chance (The Cooler) de Wayne Kramer : Shelly Kaplow
- 2003 : Le Chat chapeauté (The Cat in the Hat) de Bo Welch : Quinn
- 2003 : Sexy Devil (The Devil and Daniel Webster) : Jabez Stone
- 2004 : Polly et moi (Along Came Polly) de John Hamburg : Stan Indursky
- 2004 : The Last Shot de Jeff Nathanson : Joe Devine
- 2004 : Aviator (The Aviator) de Martin Scorsese : Juan Trippe
- 2005 : Rencontres à Elizabethtown (Elizabethtown) de Cameron Crowe : Phil Devoss
- 2005 : Braqueurs amateurs (Fun with Dick and Jane) de Dean Parisot : Jack McCallister
- 2006 : Mini's First Time de Nick Guthe : Martin Tennan
- 2006 : Les Infiltrés (The Departed) de Martin Scorsese : Capitaine George Ellerby
- 2006 : Courir avec des ciseaux (Running with Scissors) de Ryan Murphy : Norman Burroughs
- 2006 : Raisons d'État (The Good Shepherd) de Robert De Niro : Sam Murach
- 2006 : Brooklyn Rules de Michael Corrente : Caesar Manganaro
- 2007 : Sexy Devil (Shortcut to happiness) : Jabez Stone (acteur, réalisateur et producteur)
- 2007 : Une fille à la page (Suburban Girl) de Marc Klein : Archie Knox
- 2008 : La Copine de mon meilleur ami (My Best Friend Girl) de Howard Deutch : Professeur William Turner
- 2008 : Madagascar 2 de Eric Darnell et Tom McGrath : Makunga (Voix)
- 2008 : Lymelife de Derick Martini : Mickey Bartlett
- 2009 : Pas si simple (It's Complicated), de Nancy Meyers : Jake Adler
- 2009 : Ma vie pour la tienne (My Sister's Keeper) : Campbell Alexander

##### Années 2010
- 2012 : Hick de Derick Martini : Beau
- 2012 : To Rome with Love de Woody Allen : John
- 2012 : Rock Forever (Rock of Ages) d'Adam Shankman : Dennis Dupree
- 2013 : AmeriQua (en) de Marco Bellone, Giovanni Consonni : M.. Edwards
- 2013 : Blue Jasmine de Woody Allen : Hal
- 2014 : Torrente 5: Operación Eurovegas de Santiago Segura : John Marshall
- 2015 : Still Alice de Richard Glatzer et Wash Westmoreland : Dr John Howland
- 2015 : Welcome Back de Cameron Crowe : Général Dixon
- 2015 : Mission impossible : Rogue Nation de Christopher McQuarrie : le chef de la CIA Alan Hunley
- 2016 : Le Combat final (Back in the Day) de Paul Borghese : Gino Fratelli
- 2016 : Seul contre tous (Concussion) de Peter Landesman : le Dr Julian Bailes
- 2016 : Andròn: The Black Labyrinth (en) de Francesco Cinquemani : Adam
- 2016 : L'Exception à la règle (Rules Don't Apply) de Warren Beatty : Robert Maheu
- 2016 : Amour aveugle (Blind) de Michael Mailer : Bill Oakland
- 2016 : Bonjour Anne (Paris Can Wait) d'Eleanor Coppola : Michael
- 2018 : Un héros ordinaire (The Public) d'Emilio Estevez : inspecteur Bill Ramstead
- 2018 : BlacKkKlansman : J'ai infiltré le Ku Klux Klan (BlacKkKlansman) de Spike Lee : un orateur sudiste (caméo)
- 2018 : Mission impossible : Fallout (Mission: Impossible - Fallout) de Christopher McQuarrie : Alan Hunley
- 2018 : A Star is born de Bradley Cooper : lui-même (caméo)
- 2019 : Drunk Parents de Fred Wolf : Frank
- 2019 : Brooklyn Affairs (Motherless Brooklyn) d'Edward Norton : Moses Randolph

##### Années 2020
- 2020 : Chick Fight (en) de Paul Leyden : Murphy
- 2020 : Pixie (en) de Barnaby Thompson (en) : Father Hector McGrath
- 2023 : 97 minutes de Timo Vuorensola : Hawkins
- 2023 : Atrabilious de William Atticus Parker : Proctor Carlisle
- 2024 : Clear Cut de Brian Skiba : Sam
- 2024 : Crescent City de Brian Skiba : Captain Howell
- 2024 : Rust de Joel Souza : Harland Rust

#### Télévision
- 1980 - 1982 : The Doctors (en) d’Orvin Tovrov (en) (série télévisée) : Bill Allison Aldrich
- 1983 : Cutter to Houston (en) de Sandor Stern (série télévisée) : Dr Hal Wexler
- 1984 : Sweet Revenge de David Greene (téléfilm) : Maj. Alex Breen
- 1984 - 1985 : Côte Ouest (Knots Landing) de David Jacobs (série télévisée) : Joshua Rush
- 1985 : Hôtel (série télévisée) : Dennis Medford
- 1985 : Délit de fuite (en) (Love on the Run) de Gus Trikonis (téléfilm) : Sean Carpenter
- 1986 : Dress Gray (en) de Glenn Jordan (téléfilm) : Rysam « Ry » Slaight
- 1987 : The Alamo: Thirteen Days to Glory (en) de Burt Kennedy (téléfilm) : Col. William Barrett Travis
- 1993 : The Larry Sanders Show (série télévisée) : Alec Baldwin
- 1995 : Un tramway nommé Désir (A Streetcar Named Desire) de Glenn Jordan (téléfilm) : Stanley Kowalski
- 1995 : Instant de bonheur (Two Bits) de James Foley : narrateur
- 1998 - 2003 : Thomas the Tank Engine & Friends (série télévisée) : le narrateur américain
- 2000 : Nuremberg de Yves Simoneau (téléfilm) :  : le procureur Robert Jackson
- 2001 : Clerks (série télévisée) : Leonardo Leonardo
- 2001 : La Famille Tenenbaum (The Royal Tenenbaums) de Wes Anderson : narrateur
- 2002 : Friends (série télévisée) : Parker
- 2002 : Sur le chemin de la guerre (Path to War) de John Frankenheimer (téléfilm) : Robert McNamara
- 2003 : La Cible oubliée (en) (Second Nature) de Ben Bolt (téléfilm) : Paul Kane
- 2003 : Dreams and Giants de Charles Wachter (téléfilm) : un invité
- 2004 : Mes parrains sont magiques (The Fairly Oddparents) de Butch Hartman (série télévisée) : Timmy Turner adulte (voix)
- 2004 : Thomas & Friends: Best of Gordon (vidéo) : Narrateur
- 2003 et 2005 : Las Vegas (série télévisée) : Jack Keller
- 2004 : Nip/Tuck de Ryan Murphy (série télévisée) : Dr Barrett Moore
- 2005 : Les Simpson (série télévisée) : Dr Caleb Thorn (voix)
- 2005 : Will et Grace (série télévisée) : Malcolm
- 2006 : Great Performances de Steve Ruggi (série télévisée) : Luther Billis
- 2006 - 2013 : 30 Rock (série télévisée) : Jack Donaghy
- 2007 : Saturday Night Live (série télévisée) : Leonidas Hathaway
- 2009 : Paul McCartney: Good Evening New York City (téléfilm) : Le narrateur
- 2013- : Up Late with Alec Baldwin (en) (Late Show) : Lui-même (animateur)
- 2014 : New York, unité spéciale (saison 15, épisode 18) : Jimmy McArthur
- 2016-2020 : Saturday Night Live (émission télévisée) : Donald Trump
- 2021 : Dr Death (mini-série) : Robert Henderson

#### Documentaires
- 2019 : Framing John Delorean : John DeLorean

### Réalisateur
- 2004 : Sexy Devil (Shortcut to Happiness)

## Doublage
- 1995 : Forget Paris de Billy Crystal : Marteau
- 2001 : Aki's Dream (Vidéo) : Gray Edwards
- 2001 : Comme chiens et chats de Lawrence Guterman : Butch
- 2001 : Final Fantasy : les Créatures de l'esprit (Final Fantasy: The Spirits Within), de Hironobu Sakaguchi et Moto Sakakibara : Gray Edwards
- 2004 : Bob l'éponge, le film de Stephen Hillenburg : Dennis
- 2008 : Madagascar 2 : Makunga
- 2012 : Les Cinq Légendes de Peter Ramsey : Le père Noël
- 2017 : Baby Boss de Tom McGrath : Baby Boss
- 2021 : Baby Boss 2 : Une affaire de famille de Tom McGrath : Baby Boss

### Récompenses

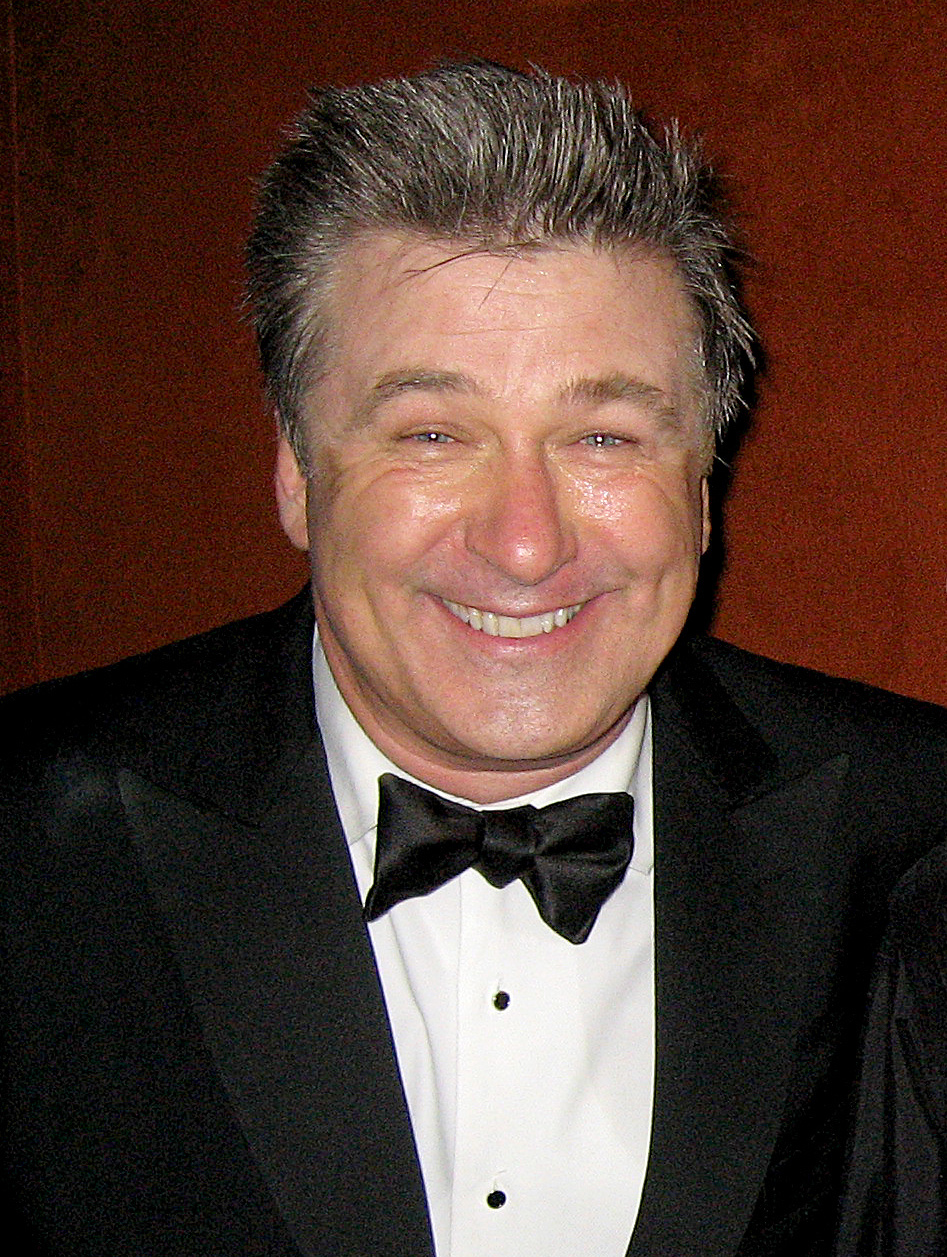
Alec Baldwin à la 15e cérémonie des Screen Actors Guild Awards.

## Voix francophones
En France, Bernard Lanneau est la voix régulière d'Alec Baldwin. En parallèle, Emmanuel Jacomy et Hervé Jolly l'ont aussi doublé à sept et quatre reprises.
Au Québec, Marc Bellier et Pierre Auger sont les voix québécoises régulières de l'acteur l’ayant respectivement doublé à 13 et 8 reprises.